# Cộng hòa Tự trị Krym
Cộng hòa Tự trị Krym (tiếng Ukraina: Автономна Республіка Крим, chuyển tự: Avtonomna Respublika Krym; tiếng Nga: Автономная Республика Крым, chuyển tự: Avtonomnaya Respublika Krym; tiếng Tatar Krym: Qırım Muhtar Cumhuriyeti, Къырым Мухтар Джумхуриети) là một nước cộng hòa tự trị thuộc Ukraina nằm trên bán đảo cùng tên ở phía bắc biển Đen. Lãnh thổ này sau đó được sáp nhập vào Nga năm 2014. Lãnh thổ cộng hòa tự trị này bao trùm hầu hết diện tích bán đảo, phần đất còn lại là thuộc thành phố Sevastopol vốn dĩ được quản lý riêng. Krym còn có phiên âm tiếng Việt là Crưm.
Lãnh thổ Krym bị chiếm đóng nhiều lần trong lịch sử. Các sắc dân như Kimmeri, Hy Lạp, Scythia, Goth, Hung, Bulgar, Khazar, quốc gia Rus Kiev, Đế quốc Đông La Mã của người Hy Lạp, Kim Trướng hãn quốc của người Tatar và người Mông Cổ đều từng có thời gian kiểm soát Krym. Vào thế kỷ 13, Cộng hòa Venezia và Cộng hòa Genova kiểm soát một phần Krym. Nối tiếp chúng là Hãn quốc Krym và Đế quốc Ottoman vào thế kỷ 15-18 và Đế quốc Nga vào thế kỷ 18-20. Thời thuộc Liên Xô, Krym ban đầu là một phần của Cộng hòa Xã hội chủ nghĩa Xô viết Liên bang Nga. Ngày 19 tháng 2 năm 1954, Đoàn chủ tịch Xô viết Tối cao Cộng hòa xã hội chủ nghĩa Xô viết Liên bang Nga (nước Cộng hòa xã hội chủ nghĩa Xô viết lớn nhất và là trụ cột của Liên bang Xô Viết) ban hành sắc lệnh cắt tỉnh Krym chuyển cho Cộng hòa Xã hội chủ nghĩa Xô viết Ukraina. Việc chuyển giao này được miêu tả là một "món quà", kỉ niệm cột mốc 300 năm Ukraina trở thành một phần của Đế quốc Nga. Ngày 18 tháng 3 năm 2014, Tổng thống Nga, Thủ tướng Krym và Thị trưởng Sevastopol cùng nhau ký thỏa thuận sáp nhập Krym và thành phố Sevastopol vào Liên bang Nga. Phía Ukraina vẫn xem Krym là nước cộng hòa tự trị của mình còn phía Nga thì xem Krym là một chủ thể liên bang thuộc Liên bang Nga. Nga đã thiết lập Vùng liên bang Krym gồm Cộng hòa Krym và thành phố liên bang Sevastopol. Thực tế Cộng hòa tự trị Krym thuộc Ukraina đã giải thế sau ngày 18 tháng 3 năm 2014. Thủ đô và nơi đặt trụ sở của chính phủ nước cộng hòa là thành phố Simferopol, nằm ở trung tâm của bán đảo. Krym có diện tích 26.200 km² và dân số vào năm 2007 là 1.973.185. Các số liệu này không bao gồm diện tích và dân số của thành phố Sevastopol cũng nằm trên bán đảo song tách biệt về hành chính.
Người Tatar Krym là một dân tộc thiểu số tại Krym, vào năm 2001 họ chiếm 12,1% dân số của nước cộng hòa. Dân tộc này khởi thủy tại Krym vào cuối thời kỳ Trung Cổ sau khi Hãn quốc Krym thành lập. Thời Liên Xô, Chính phủ của Stalin trục xuất cưỡng bức người Tatar Krym vào năm 1944 sau khi Liên Xô chiếm lại vùng này từ tay Đức Quốc xã. Trên 180 ngàn người bị chở bằng xe lửa đến Trung Á. Khoảng 22 cho tới 46% số người này đã chết trên xe lửa vì đói khát hoặc vì bệnh tật. Sau khi Liên Xô sụp đổ, người Tatar Krym bắt đầu quay trở lại khu vực. Theo điều tra dân số Ukraina năm 2001, 58,5% dân số tại Krym thuộc dân tộc Nga và 24,4% thuộc dân tộc Ukraina.

## Địa lý

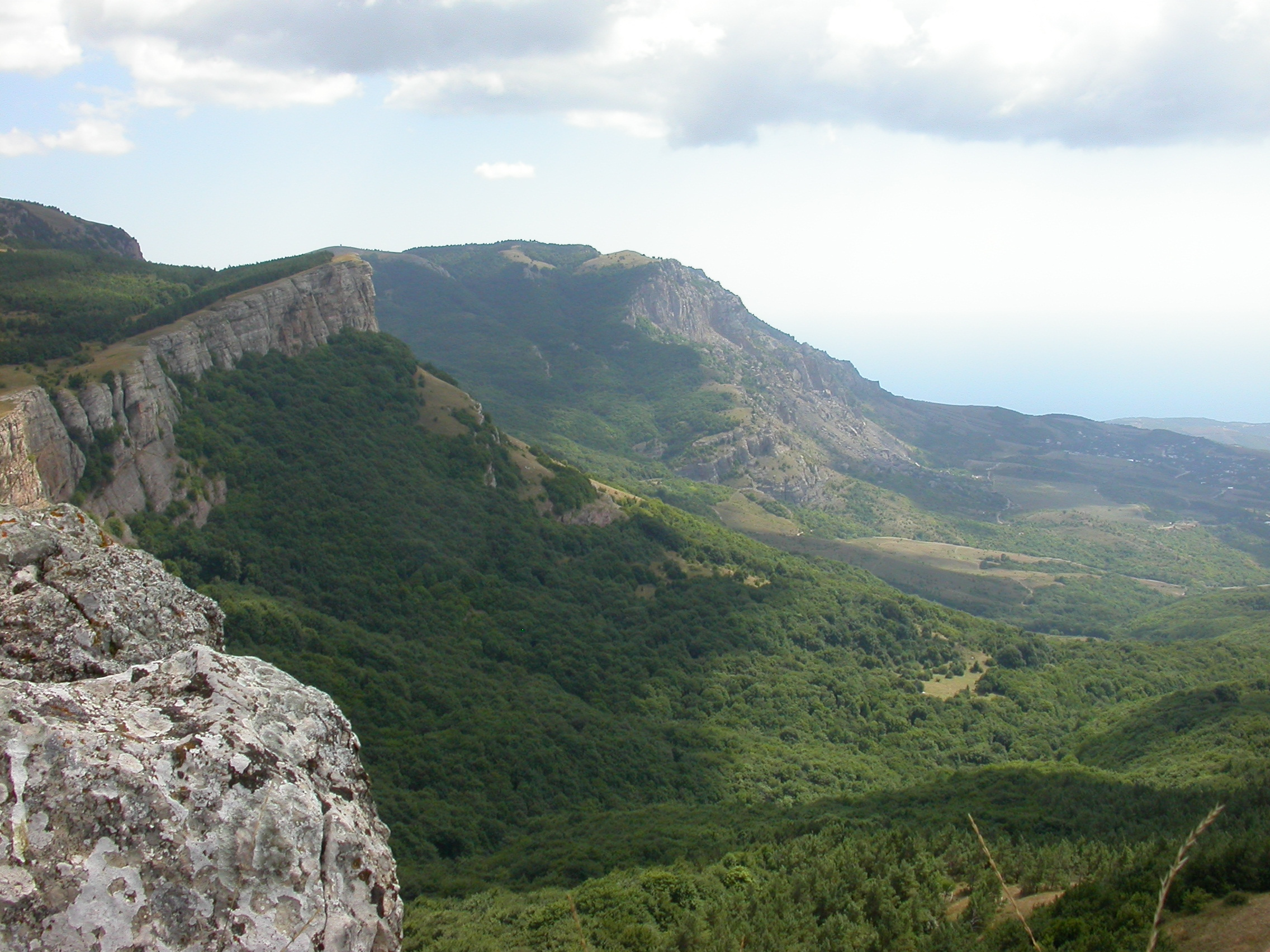
Phần dãy núi Krym gần thành phố Alushta

Bán đảo Krym nằm tại bờ bắc biển Đen và bờ tây biển Azov, phía bắc giáp tỉnh Kherson của Ukraina. Tuy cùng tên với tên bán đảo nhưng Cộng hòa Tự trị Krym chỉ chiếm phần lớn diện tích bán đảo chứ không phải toàn bộ. Có hai cộng đồng nông thôn thuộc huyện Henichesk, tỉnh Kherson, Ukraina cũng nằm trên bán đảo Krym, cụ thể là trên mũi đất Arabat, Shchaslyvtseve và Strilkove.
Krym nối liền với đất liền bởi eo đất Perekop rộng 5–7 km. Mũi đông là bán đảo Kerch nằm đối diện với bán đảo Taman của Nga. Giữa hai bán đảo Kerch và Taman là eo biển Kerch rộng 3–13 km, vốn là thủy đạo nối thông biển Đen với biển Azov. Bán đảo Krym có nhiều bán đảo nhỏ hơn như mũi đất Arabat, bán đảo Kerch, bán đảo Heracles, bán đảo Tarhan Qut,...
Xét về phương diện địa lý, bán đảo Krym nói chung thường được chia làm ba đới: thảo nguyên, núi non và bờ biển phía nam. Chạy dọc bờ biển đông nam của Krym là dãy núi Krym, phía trong lại có một dãy núi nữa chạy song song. 75% phần diện tích còn lại của Krym là các thảo nguyên nửa khô hạn, có địa hình dốc thoải từ chân dãy núi Krym xuống hướng tây bắc. Thác nước Uchan-su ở sườn nam của dãy Krym là thác nước cao nhất.
Dải bờ biển hẹp phía ngoài dãy Krym có phong cảnh thiên nhiên tươi xanh, là nơi tọa lạc của nhiều làng mạc của người Tatar Krym, các thánh đường Hồi giáo, cung điện của hoàng gia và quý tộc Nga, các lâu đài trung cổ và Hy Lạp cổ, các vườn nho và vườn cây ăn quả.

### Khí hậu
Phần lớn Krym có khí hậu ôn đới lục địa, riêng vùng bờ biển đông nam có khí hậu cận nhiệt đới. Nhiệt độ khu vực sâu trong đất liền vào mùa hè có thể lên mức 28 °C (bình quân vào tháng 7), trong khi nhiệt độ mùa đông có thể xuống mức -0,3 °C (bình quân tháng 1), riêng nhiệt độ của bờ biển phía nam vào mùa đông thì có phần cao hơn (4 °C, bình quân tháng 1). Krym ít mưa, trung bình mỗi năm chỉ mưa 400 mm. Nhờ đặc điểm khí hậu như vậy mà dải bờ biển phía nam Krym là nơi thu hút nhiều du khách Nga và Ukraina đến tắm biển và sưởi nắng.

## Chính quyền
Trước ngày 18 tháng 3 năm 2014, Krym là nước cộng hòa tự trị thuộc Ukraina, đứng đầu là một viên Đại diện Tổng thống. Cơ quan lập pháp gồm 100 ghế, được gọi là Hội đồng Tối cao Krym. Cơ quan hành pháp Krym được gọi là Hội đồng Bộ trưởng, đứng đầu là một viên Chủ tịch, tức Thủ tướng Krym. Người này do Hội đồng Tối cao Krym bổ nhiệm và bãi nhiệm với sự ưng thuận của Tổng thống Ukraina. Hội đồng Tối cao và Hội đồng Bộ trưởng đều hoạt động tuân theo Hiến pháp và pháp luật Ukraina, cũng như tuân theo các quyết định do Hội đồng Tối cao Krym ban hành. Cơ quan tư pháp Krym là tòa án, thuộc hệ thống tư pháp Ukraina nói chung.
Ngày 16 tháng 3 năm 2014, dân chúng Krym thông qua cuộc trưng cầu dân ý đã cho thấy nguyện vọng sáp nhập bán đảo này vào nước Nga. Căn cứ theo tin của thông tấn xã Nga RIA Novosti, 96,77% trong số khoảng 1,233 triệu cử tri đi bầu đã bỏ phiếu chọn sáp nhập vào Nga. Tỉ lệ cử tri đi bỏ phiếu là 83,1%. Tuy nhiên người Ukraina và Tatar ở Krym tẩy chay cuộc bầu cử này. 13 trên tổng số 15 thành viên Hội đồng Bảo an Liên Hợp Quốc coi cuộc bỏ phiếu này là bất hợp pháp, Trung Quốc bỏ phiếu trắng và Nga là nước duy nhất trên thế giới công nhận nước Cộng hòa Krym.

## Quan điểm về chủ quyền

### Nga
Ngày 18 tháng 3 năm 2014, Tổng thống Nga Putin và Thủ tướng Krym Aksonov ký xác nhận bán đảo Krym từ nay là một phần của nước Nga.

### Quốc tế
Hoa Kỳ và Liên minh châu Âu cho là Nga đã vi phạm luật quốc tế, và hiện trừng phạt bằng các lệnh cấm đi lại và đóng băng tài sản đối với một số quan chức Nga. Trong một động thái đáp lại, các nghị sĩ trong Duma Quốc gia Nga "ủng hộ các đồng nghiệp của mình bị Hoa Kỳ và Liên minh châu Âu quyết định áp đặt các biện pháp trừng phạt sau cuộc trưng cầu dân ý ở Krym và đề nghị cấm nhập cảnh tất cả các nghị sĩ Nga."
Ngày 27 tháng 3, Đại hội đồng Liên Hợp Quốc đã biểu quyết thông qua dự thảo nghị quyết trong đó tuyên bố cuộc trưng cầu dân ý tại Krym dẫn đến việc bán đảo này sáp nhập vào Nga là bất hợp pháp đồng thời tái khẳng định sự toàn vẹn lãnh thổ của Ukraine. 100 nước đã bỏ phiếu ủng hộ nghị quyết khẳng định việc Nga sáp nhập Krym là bất hợp pháp trong khi chỉ có 11 nước bỏ phiếu chống và 58 nước khác bỏ phiếu trắng. Do Nga là nước có quyền phủ quyết và đã bỏ phiếu chống, dự thảo nghị quyết đã không được thông qua và sau đó Krym đã chính thức sáp nhập vào lãnh thổ Nga

### Đức
Một ngày sau Ngày chiến thắng (9 tháng 5) 2015, thủ tướng Đức Merkel đã tới Moskva để đặt vòng hoa tưởng niệm tại mộ các chiến sĩ vô danh trong vườn Alexander, trong cuộc họp báo sau đó trước mặt Putin đã tuyên bố: "Việc sáp nhập bán đảo Krym vào Nga là một xâm phạm làm hại trật tự thời tiền chiến tranh lạnh."

## Phân chia hành chính
Krym được chia làm 25 vùng: 14 huyện (raion) và 11 "lãnh thổ do hội đồng thành phố quản hạt". Thành phố trực thuộc trung ương Sevastopol nằm trên phần đất đông nam của bán đảo Krym nhưng được quản lý hành chính riêng. Ngày 18 tháng ba 2014, Nga và Krym đã ký hiệp ước gia nhập của nước Cộng hoà Krym vào Liên bang Nga. Trong giai đoạn chuyển tiếp sẽ kéo dài đến 1 tháng 1 năm 2015 này, Nga và Krym sẽ giải quyết các vấn đề hội nhập các đối tượng mới "trong kinh tế, tài chính, tín dụng và hệ thống pháp luật của Liên bang Nga".

### Huyện
| 1. Bakhchisaray 2. Bilohirsk 3. Dzhankoy 4. Kirovske 5. Krasnohvardiyske 6. Krasnoperekopsk 7. Lenine | 8. Nizhnyohirskyi 9. Pervomayske 10. Rozdolne 11. Saky 12. Simferopol 13. Sovetskyi 14. Chornomorske |

### Lãnh thổ do hội đồng thành phố quản hạt
| 15. Alushta 16. Armyansk 17. Dzhankoy 18. Yevpatoria 19. Kerch 20. Krasnoperekopsk | 21. Saki 22. Simferopol 23. Sudak 24. Feodosiya 25. Yalta |

## Du lịch

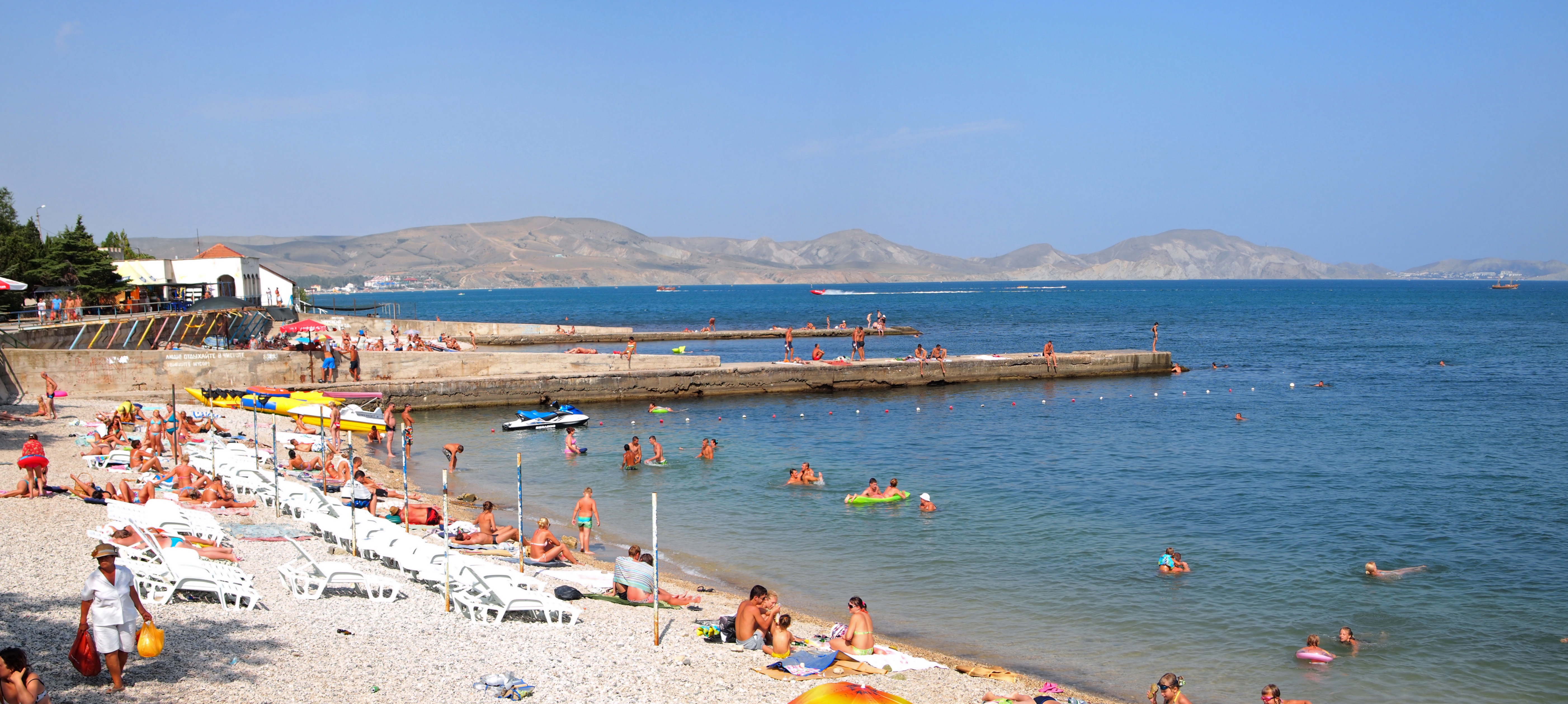
Bãi biển ở Koktebel

Ngành du lịch Krym bắt đầu phát triển từ nửa sau thế kỉ 19. Hệ thống giao thông ngày càng phát triển giúp đưa khách du lịch từ miền trung của Nga đến đây. Đầu thế kỉ 20, nhiều cung điện, villa được xây dựng mà đến nay vẫn còn.
Giai đoạn phát triển mới bắt đầu từ khi chính quyền Xô viết nhận thấy tiềm năng du lịch chữa bệnh tại đây. Krym trở thành điểm đến "vì sức khỏe" của đông đảo người lao động Liên Xô. Ngày nay, Krym là điểm đến để du khách lánh xa cuộc sống thường nhật hơn là điểm du lịch chữa bệnh. Những địa điểm thu hút nhiều khách là dải bờ biển phía nam với các thành phố Yalta và Alushta, dải bờ biển phía tây với các thành phố Eupatoria và Saki, và dải bờ biển phía đông nam với các thành phố Feodosia và Sudak.
Krym rất giàu tài nguyên thiên nhiên và lịch sử. Có thể tìm thấy ở Krym nhiều cảnh quan thiên nhiên đa dạng, từ các dãy núi, cao nguyên đến đồng cỏ và hang động. Ở Saki có nguồn bùn được dùng để tắm chữa bệnh. Eupatoria lại có những bãi biển cát thạch anh rộng rãi.